# António Ferro (Journalist)
António Joaquim Tavares Ferro (* 17. August 1895 in Lissabon; † 11. November 1956 ebenda) war ein portugiesischer Journalist, Verleger, Kritiker, Diplomat und Politiker.

## Leben

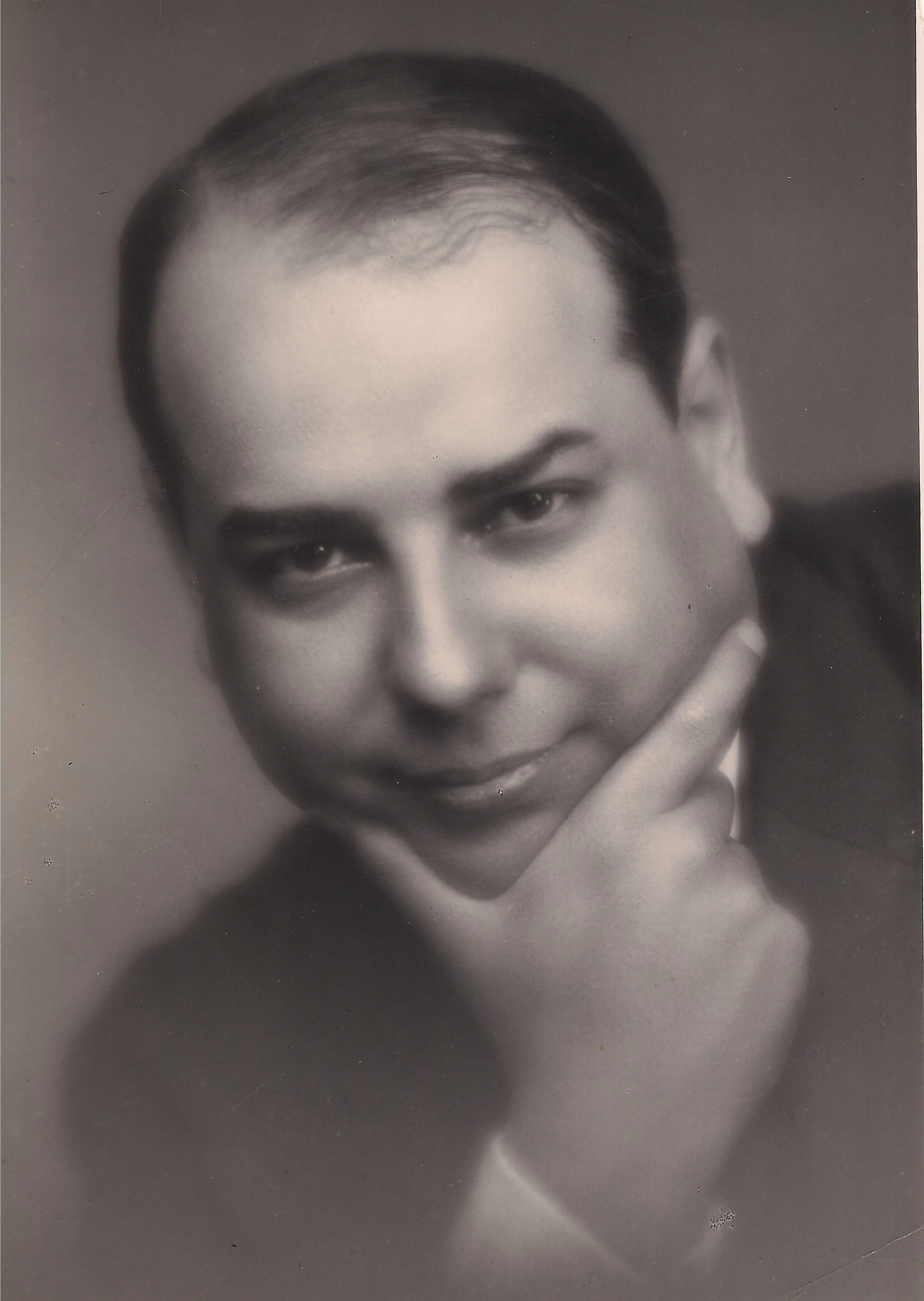
António Ferro

Er war 1915 Herausgeber der wegweisenden Literaturzeitschrift Orpheu, 1922 Direktor der Zeitschrift Illustração Portuguesa, und 1923 Redakteur bei der Zeitung Diário de Notícias. 1925 gründete er die Zeitschrift Panorama und das Theater Teatro Novo. Daneben veröffentlichte er verschiedene Bücher zu Themen aus Kunst, Philosophie und Gesellschaft.
Nach dem Militärputsch 1926 und der endgültigen Errichtung des semi-faschistischen Estado Novo 1932 wurde er 1933 Chef der Propaganda des Regimes, dem Secretariado de Propaganda Nacional (SPN), das ab 1945 Secretáriado Nacional de Informação (SNI, dt.: Nationales Sekretariat für Information) hieß, und das er bis 1950 leitete. Seinen Eintritt in die Politik verdankte er seinem 1933 veröffentlichten Buch Salazar, in dem er fünf ausführliche Interviews von ihm mit Diktator Salazar aus dem Jahr 1932 veröffentlicht hatte. Das Buch erschien in der Folge auch in Frankreich, Chile und Spanien, Polen, und England, mit einem Vorwort Salazars.
1941 wurde er, zusätzlich zu seiner Funktion als Leiter des SPN, Programmdirektor des staatlichen Radios, der Emissora Nacional. 1948 gründete er mit der Cinemateca Portuguesa das Filminstitut und Filmmuseum des Portugiesischen Films. Er war außerdem Organisator der portugiesischen Vertretung bei verschiedenen Tourismus- und Weltausstellungen, und Gründer des Lissabonner Volkskunst-Museums Museu de Arte Popular sowie des Tanzensembles Grupo de Bailados Verde Gaio. Er ist Autor von mehreren Dutzend Büchern, darunter Theaterstücke, politische und kulturpolitische Schriften, und Biografien, u. a.

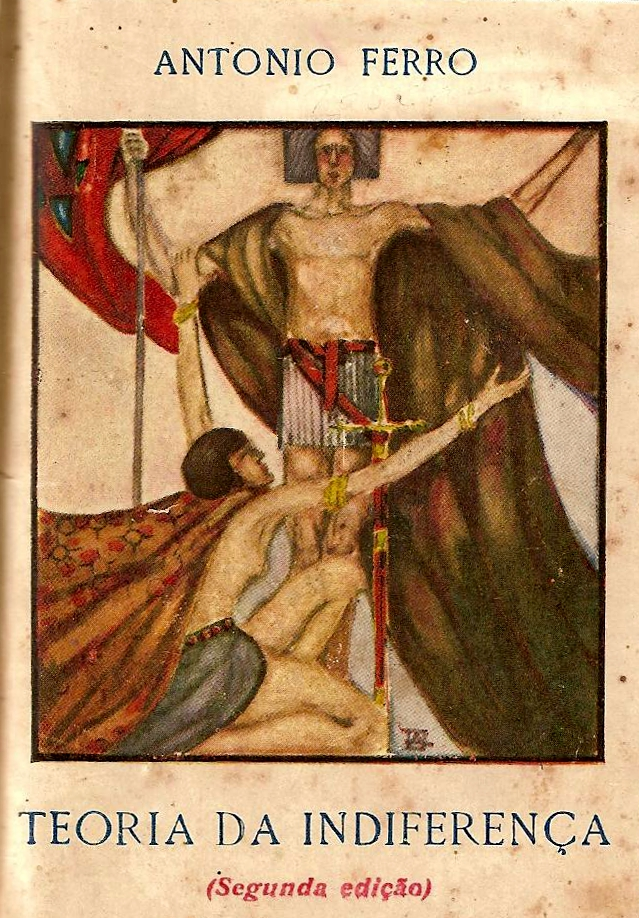
Ferros Buch von der Theorie der Gleichgültigkeit (1920)

## Rezeption
António Ferro tat sich nicht so sehr als Ideologe des Regimes hervor. Seine Aufmerksamkeit galt vielmehr der Freizeitgestaltung der Bürger, die er zu organisieren für nötig hielt, um das Aufkommen oppositioneller Strömungen in der breiten Bevölkerung zu verhindern. Während die FNAT (Fundaçao Nacional para Alegria no Trabalho, dt.: Nationale Stiftung für Freude an der Arbeit; heute Inatel) die praktische Seite der Freizeitgestaltung der Bürger organisierte, wollte Ferro die theoretische Seite dieser Aufgabe sicherstellen und inhaltlich vorgeben. Als vielseitig kulturinteressierter Bildungsbürger sah er insbesondere in den modernen Massenmedien Kino und Radio ein dazu geeignetes Betätigungsfeld.
Er richtete bei seiner Arbeit als Propagandachef die Aufmerksamkeit vor allem auf das einfache, ländliche Portugal. In vollkommener Übereinstimmung mit dem Salazar-Regime propagierte er ein ursprüngliches, zivilisatorisch verdientes, und mit sich selbst zufriedenes Portugal, sowohl nach innen, als auch nach außen, etwa in der touristischen Darstellung. Erst nach 1949, insbesondere mit Ausscheiden Ferros aus dem SNI 1950,  wandte sich die Propaganda stärker der urbanen Bevölkerung des Landes zu.
Insbesondere konservativ-bürgerlichen Kreisen in Portugal gilt er bis heute als eine um Kultur, Tourismus und Fortschritt verdiente, historische Figur. So unterhalten Anhänger Ferros beispielsweise eine Facebook-Seite für ihn.